# المحاور (اللغويات)
في علم اللغة، وتحليل الخطاب، والمجالات ذات الصلة، المحاور هو الشخص المشارك في محادثة أو حوار. شخصين أو أكثر يتحدثون إلى بعضهم البعض هم محاورو بعضهم البعض.  مصطلحات المحادثة شريك،المستمع أو المرسل إليه كثيرا ما تستخدم بالتبادل مع المحاور.
وفقا لبول غرايس، فإن سلوك المحاورين في المحادثات العادية محكوم بالمبدأ التعاوني.